# Strotarchus praedator
Strotarchus praedator là một loài nhện trong họ Miturgidae.
Loài này thuộc chi Strotarchus. Strotarchus praedator được Octavius Pickard-Cambridge miêu tả năm 1898.